# 제우교
제우교(濟愚敎)는 일제강점기의 종교이다.

## 결성 및 성격
제우교라는 이름은 천도교 창시자인 최제우의 이름을 딴 것으로, 천도교의 한 유파이다. 1920년 2월에 〈제우교 취지서〉를 발표하고 설립하였다. 본부는 현재의 서울 종로구 효자동 지역에 있었다.
초대 교령은 천도교 지도자 출신이자 일진회 회원이었던 김유영이 맡았다. 김유영 외에 김택현, 이인수, 최정규 등이 참여했다. 교령인 김유영과 부교령 김택현이 모두 일진회 출신으로, 일진회와 관련이 깊다.
제우교는 3·1 운동으로 조선이 독립해야 한다는 논리가 확산되면서 이에 동조하는 조선인이 많아지자, 이에 대항하기 위하여 독립에 반대하는 목소리를 대변하며 설립되어 친일 색채가 분명했다. 김유영은 3·1 운동 직후부터 독립 반대론을 펼쳐 항일 세력의 반감을 산 인물이었다. 제우교에는 일진회 계열의 인물이 다수 가담하였고, 3·1 운동 이후 망명자들에게 의해 만주 지역에 항일 기지가 건립되자 이 지역에서 반일 세력을 탄압하는 일에 앞장섰다.

## 만주의 제우교
제우교는 교세 확장을 명목으로 만주 지역에 집중 포교를 시작하였다. 이에 따라 한때 청림교와 함께 만주에서 많은 교인을 확보하게 되었다. 특히 비슷한 성격의 시천교 교인들이 가세하면서 교세가 크게 확장되었다.
제우교는 만주의 조직을 활용하여 1920년 11월 일본군의 간도 출병을 적극 후원하였다. 만주에서의 교세가 확장되자 본부도 경성부에서 싱징으로 이전하고 만주 곳곳에 지부를 두었다.
주요 활동은 관동군 밀정 단체인 만주보민회 결성에 적극 참가하여 항일 세력의 동태를 파악하는 것이었다. 이들은 무장자위단을 조직하여 항일 부대를 직접 공격하기도 했다. 이러한 활동 중에 민간인을 살상하는 등 피해가 속출하면서 만주 지역에서 제우교에 대한 원망이 높아졌고, 교세가 점차  부진해져 결국 만주 지역에서는 소멸하였다.

## 해체 및 계승
제우교는 친일적이며 항일 세력은 물론 민간인에게까지 큰 피해를 준 만주보민회 활동으로 교세가 강했던 만주에서의 기반을 잃었다. 이로 인해 만주에서 소멸한 뒤 조선 국내로 돌아와 용화교, 대화교로 이름을 바꾸면서 명맥을 유지하게 되었다.
용화교에서 대화교로 바뀌면서 미륵불을 신앙하게 되어 천도교 유파로서의 성격은 크게 퇴색되었다.

## 같이 보기
- 일진회
- 만주보민회
- 용화교

## 참고자료
- 친일반민족행위진상규명위원회 (2007년 12월). 〈김유영〉 (PDF). 《2007년도 조사보고서 II - 친일반민족행위결정이유서》. 서울. 2112~2122쪽쪽. 발간등록번호 11-1560010-0000002-10. [깨진 링크(과거 내용 찾기)]